# Comment Rigadin se fait aimer
Pour plus de détails, voir Fiche technique et Distribution.
Rigadin se fait aimer est un film muet français réalisé par Georges Monca, sorti en 1915.

## Fiche technique
- Titre : Rigadin se fait aimer
- Réalisation : Georges Monca
- Scénario : Frédéric Mauzens
- Photographie :
- Montage :
- Société de production : Pathé Frères
- Société de distribution : Pathé Frères
- Pays d'origine :  France
- Langue : film muet avec les intertitres en français
- Métrage : 580 mètres dont 515 en couleur
- Format : Noir et blanc — 35 mm — 1,33:1 — Muet
- Genre :  Comédie
- Durée : 19 minutes 20 secondes
- Dates de sortie : 
  - France : 3 septembre 1915

## Distribution
- Charles Prince : Rigadin
- Clo Marra : Clotilde de Belmont
- Fernand Rivers : le cousin